# Канастеро білобровий
Канасте́ро білобровий (Asthenes urubambensis) — вид горобцеподібних птахів родини горнерових (Furnariidae). Мешкає в Болівії і Перу.

## Підвиди
Виділяють два підвиди:
- A. u. huallagae (Zimmer, JT, 1924) — центральне Перу (від Сан-Мартіна на південь до Паско);
- A. u. urubambensis (Chapman, 1919) — південне Перу (Куско, Пуно) і західна Болівія (Ла-Пас, Кочабамба).

## Поширення і екологія
Білоброві канастеро живуть на високогірних луках парамо поблизу верхньої межі лісу, у високогірних чагарникових заростях Polylepis, у високогірних карликових лісах, та на гірських схилах, порослих мохом і чагарниками Gynoxis та Ribes. Зустрічаються на висоті від 2750 до 4300 м над рівнем моря.

## Збереження
МСОП класифікує стан збереження цього виду як близький до загрозливого. За оцінками дослідників. популяція білобрових канастеро становить від 2500 до 1000 птахів. Їм загрожує знищення природного середовища.